# Prag
 For alternative betydninger, se Prag (flertydig). (Se også artikler, som begynder med Prag)
 "Praha" omdirigeres hertil. For andre betydninger af Praha, se Praha (flertydig).
Prag (tjekkisk: Praha) er hovedstaden og den største by i Tjekkiet med placering på bredden af floden Moldau (Vltava), hvor denne slår nogle skarpe sving. Byen har 1.397.880(2025) indbyggere.
Prags borg blev grundlagt i det 9. århundrede, og omkring denne opstod der et samfund, der hurtigt udviklede sig til byen Prag. Som et vigtigt handelsknudepunkt blev byen tidligt et mødested for kulturer, og den udviklede sig til en betydelig europæisk kulturby. Prag blomstrede ikke mindst i det 14. og det 16. århundrede, hvor byen var hovedstad i det tysk-romerske rige. Især byens midte har været udsat for skiftende kulturelle påvirkninger, der blandt andet har efterladt en usædvanlig række af bevaringsværdige bygningsværker opført i varierende arkitektoniske stilarter. Dette forhold har givet byen en plads på UNESCOs Verdensarvsliste fra 1992.
Blandt Prags bemærkelsesværdige seværdigheder ud over borgen kan nævnes Karlsuniversitetet, der blev grundlagt i 1348, Karlsbroen, flere kirker og torvet i Staré Město, den gamle bydel. Byen har et stort og varieret kulturliv, der inkluderer det verdenskendte teaterkompagni, Laterna magika, den årlige musikfestival "Prager-foråret" samt minder om byens kendte forfatter Franz Kafka. Verdens næststørste stadion, Strahov-stadion, anvendes ikke længere til idrætsbegivenheder, men til koncerter med store internationale musiknavne.

## Historie
Området ved bredden af Moldau, hvor Prag nu ligger, har været beboet siden ældste stenalder. Mange rejsende har passeret området på vejen mellem nord og syd, og det første kendte folkeslag, der bosatte sig her, var en keltisk stamme kaldet boier. Fra denne stamme kommer navnet Bøhmen. Boierne blev delvist fortrængt af germanere, og i det 6. århundrede kom også vestslaver til. Et par århundreder senere fulgte så en tjekkisk-slavisk stamme, der med Čech ifølge legenden grundlagde den tjekkiske nation.
En anden legende fortæller, at en prinsesse Libuše gift med bonden Přemysl grundlagde et kongeligt dynasti på slot Libusin. Prinsessen skulle have været synsk og spåede på den baggrund byen Prags blomstring. Arkæologiske undersøgelser har fundet beviser for et slot på flodens højre side fra det 9. århundrede. I den periode kom den første bøhmiske hersker, som historikerne er sikre på, Bořivoj 1., til magten, og han flyttede sit sæde til det sted, der senere er blevet kendt som Prags borg. Stedet har siden været hjemsted for de fleste tjekkiske regenter.
I det 10. århundrede var området omkring Prags borg kendt som et vigtigt handelsknudepunkt, og i 973 blev borgen centrum for et bispedømme i Bøhmen. Kong Vladislav 1. blev i 1158 konge af Bøhmen, og under hans regering blev en række klostre og kirker opført sammen med den første bro over Moldau. Ottokar 1., konge fra 1212, var tæt knyttet til den tyske Frederik 2., og i hans regeringstid blev tyske håndværkere og købmænd inviteret til at bosætte sig i Bøhmen og Mähren. Den tyske befolkningsgruppe skulle senere blive en markant politisk og kulturel faktor i Prag.
Der var i det 13. århundrede efterhånden tre byer omkring borgen: Malá Strana, Hradčany og Staré Město. Med den øgede befolkning voksede de sammen til én samlet by, Prag, og i det 14. århundrede oplevede den en blomstringsperiode under Karl 4. Han udvirkede, at bispedømmet blev hævet til ærkebispedømme, og han grundlagde det nordlige og østlige Europas første universitet, Karlsuniversitetet i 1344 samt bydelen Nové Město og ikke mindst Karlsbroen som afløser for den første bro. Karl blev kronet som kejser af det tysk-romerske rige i 1355 og gjorde Prag til rigets hovedstad.
Tiden omkring 1400 var præget af religiøse reformationstanker, og rektor ved Prags Universitet, Jan Hus, var en af fortalerne herfor. Henrettelsen af Hus i 1415 gav ufred og borgerkrig og mundede ud i slaget ved Vítkov i 1420, hvor general Jan Žižka som anfører for hussitterne gav store problemer for katolikkerne. Efter Žižkas død blev hussitterne imidlertid splittet, og katolikkerne kunne igen overtage magten.
Den næste gyldne periode i Prags historie indtraf, da Rudolf 2. blev tysk-romersk kejser i 1576. Hans hof tiltrak en række kunstnere og videnskabsmænd fra det meste af Europa, heriblandt Tycho Brahe og Johannes Kepler. Han var samtidig åben for andre religiøse retninger og udstedte et dekret om religiøs frihed. En sådan frihed var enestående for tiden og trak en række tyske protestanter til byen.
Freden mellem de religiøse grupperinger holdt imidlertid ikke så længe, og da protestanterne i 1618 kastede byens katolske ledere ud af rådhusets vinduer, blev det indledningen til trediveårskrigen. I forbindelse hermed flyttede kejser Ferdinand 2. sit hof til Wien, og Prag oplevede i forbindelse med krigshandlingerne en nedgangsperiode, der også reducerede byens befolkning til en tredjedel.
I mange år havde jøder haft deres plads i byen, men det jødiske samfunds gyldne periode var det 17. århundrede, hvor befolkningsgruppen udgjorde henved 30 % af byens samlede befolkning. I midten af det 18. århundrede blev jøderne lagt for had og udvist på grund af påstået samarbejde med den preussiske fjende. Udvisningen blev dog ophævet igen, men jødernes andel af Prags befolkning nåede aldrig igen samme størrelse.
En storbrand havde hærget Prag i 1689, og den gav anledning til en fornyelse af byen. I det 18. århundrede oplevede byen endnu en økonomisk fremgangsperiode. Denne satte sig markante spor i byens udseende, da der blev opført en række paladser, kirker og parker i barokstil.
Den industrielle revolution mærkedes tydeligt i Prag i det 19. århundrede, da byen havde en god placering i forhold til forsyninger af kul og jern. Samtidig fik nationalismen vind i sejlene på det kulturelle og politiske plan. En bevægelse for tjekkisk selvstændighed fik betydelig gennemslagskraft, og i 1861 var der tjekkisk flertal i byrådet.
Efter Østrig-Ungarns nederlag i 1. verdenskrig blev Tjekkoslovakiet en selvstændig nation, der valgte Prag som hovedstad. Byen var i mellemkrigstiden en storby med 850.000 indbyggere i 1930 og en kulturelt betydningsfuld by i Europa.
Den nazityske besættelse betød forfølgelse af både jøder og intellektuelle. Dele af byen blev ødelagt af allierede bombninger, og ved krigens afslutning blev byen og landet en del af den sovjetiske interessesfære. Prag var igen Tjekkoslovakiets hovedstad, og et kup i 1948 bragte kommunisterne til magten.
De intellektuelle i Prag led under det totalitære regime, og en modstand mod regimet blev opbygget, ikke mindst af forfattere. Det kom til en kortvarig opblødning i den stramme styring af landet og byen med foråret i Prag i 1968. Den blev imidlertid slået ned af Sovjetunionen og resten af Warszawapagten, der besatte byen og landet i august samme år og genindførte den stærkt Moskva-styrede ledelse af landet.
I 1989 faldt kommunismen i Østeuropa, og i Prag opstod fløjlsrevolutionen, hvorunder byens og landets befolkning befriede sig selv fra de kommunistiske magthavere. I 1993 deltes landet, og Prag blev nu hovedstad i det nye Tjekkiet.

## Geografi
Prag ligger i det vestlige Tjekkiet (det gamle landskab Bøhmen) på Moldaus bred og ligger lige som en stor del af det øvrige Bøhmen på en lav højslette, der med et overfladelag af löss er meget frugtbar. Byens centrum er beliggende i en højde på omkring 180 m over havet ved flodbredden, stigende op til 381 m på Det Hvide Bjerg (Bílá hora).
Moldau er en biflod til Elben og flyder fra syd og slår lige efter Karlsbroen en skarp kurve mod øst for ret kort efter at vende 180 grader og gå mod vest et lille stykke, inden den genfinder sin retning mod nord igen. De centrale dele af byen er beliggende lige op til Moldaus bred, men efterhånden som byen er vokset, er nye bydele opført først i de tilstødende dale og senere på højsletten i nærheden af centrum.
Floden falder omkring 15 meter under sit løb gennem Prag, og dens dybde er op til 10,5 m. Der er 7 småøer i floden.

### Klima
Byen har tempereret fastlandsklima, men med relativ kort afstand til Atlanterhavet er den karakteriseret ved et trods alt ret mildt klima. Middeltemperaturen på årsbasis er 8 °C med udsving fra -17 °C til 35 °C. Der falder mest nedbør i sommerhalvåret med 77 mm på en måned som det statistisk set højeste, mens der i den tørreste måned blot falder 23 mm nedbør.

## Demografi
| 1230  | 1370   | 1600   | 1804   | 1837    | 1850    | 1880    | 1900    | 1925    | 1950    | 1980      | 1991      | 2007      |
| ----- | ------ | ------ | ------ | ------- | ------- | ------- | ------- | ------- | ------- | --------- | --------- | --------- |
| 4.000 | 40.000 | 60.000 | 90.000 | 105.500 | 118.000 | 162.000 | 201.600 | 718.300 | 931.500 | 1.182.800 | 1.214.174 | 1.204.897 |

- Tallene fra 1230 medregner kun Staré Město.
- Tallene fra 1370 og 1600 omfatter Staré Město, Nové Město, Malá Strana og Hradčany (den indre by).

I det 19. århundrede var en af følgerne af den industrielle revolution i lighed med andre steder i Europa, at mange mennesker flyttede fra de små landsamfund til de store byer, hvilket for Prag kan ses af, at indbyggertallet steg med en tredjedel på et halvt århundrede (1850-1900). Tendensen fortsatte i endnu højere grad i den første del af det 20. århundrede, hvor byens forstæder for alvor blev etableret. 2. verdenskrig satte til dels en stopper for udviklingen, og i kølvandet på krigen blev en stor del af den tyske befolkningsgruppe fordrevet.
I den indre by bor blot ca. 40.000 mennesker, mens det store flertal bor i kvartererne udenom samt forstæderne.
I Prag bor lidt over 100.000 personer, der ikke stammer fra Tjekkiet, heraf ca. en tredjedel med permanent bopæl i byen (inklusiv flygtninge), mens den resterende del opholder sig i byen på midlertidig basis. Af ikke-tjekkerne stammer ca. 28.000 fra EU og de øvrige fra resten af verden. De tre talrigeste nationaliteter er ukrainere med ca. 35.000, slovakker med ca. 16.000 og russere med ca. 10.000. Fordelingen er en smule anderledes end i hele landet, hvor vietnamesere udgør en betydeligt større gruppe end russere og polakker en næsten lige så stor gruppe (i Prag er der fem gange så mange russere som polakker).
Aldersgennemsnittet var i 2006 på 41,8 år mod 39,3 i 1993, og da såvel andelen af børn (op til 14 år) og ældre (over 65 år) er faldende, antyder det, at gruppen af personer i den erhvervsaktive alder er blevet ældre over perioden, samt at fertiliteten er faldende.

## Administration

### National administration
Som hovedstad i Tjekkiet er Prag hjemsted for en række nationale institutioner. Landets præsident har residens i Prags borg. Tilsvarende har landets parlament og regering sæde i byen sammen med Prags børs og nationalbanken samt det uafhængige kontrolorgan for landet (en instans til kontrol af statens styre og budget). Derimod har højesteret og forfatningsdomstolen hjemsted i Brno.
Prag er endvidere hovedstad i Centralbøhmiske Region, en af landets fjorten regioner, samtidig med at selve byen udgør sin egen region.

### Lokal administration
Prag styres af et byråd (Zastupitelstvo hlavního města Prahy) på 70 folkevalgte medlemmer. Byrådet vælger en magistrat (Rada) på 11 rådmænd, der igen vælger borgmesteren (Primátor). Den siddende borgmester siden 2002 er Pavel Bém, valgt for ODS - Demokratisk Folkeparti. Magistraten har blandt sine ansvarsområder offentlig transport, renovation, byens politi, brandvæsen og ambulancetjeneste. Derudover er der en række kulturelle områder, der hører under magistraten, som Prag Zoo og beskyttelse af historiske mindesmærker.
Siden en forvaltningsreform i 2000 har Prag fungeret som en af Tjekkiets 14 regioner, og borgmesteren har i den forbindelse samme funktion som de øvrige regioners politiske ledere. Byen er opdelt i 57 bydele og 22 forvaltningsområder. I bydelene har man ansvaret for parker og miljøbeskyttelse, skoleudstyr, dele af sociale foranstaltninger, kirkegårde, mens forvaltningsområderne dækker områderne mellem de to øvrige niveauer.
Politisk set har ODS, der er et konservativt parti, siden valget i 2002 haft absolut flertal med 42 mandater og 9 medlemmer af magistraten. Af andre partier har det socialdemokratiske parti 11 mandater, kommunisterne og det grønne midterparti hver 6 mandater.

#### Forvaltningsområderne
De 22 forvaltningsområder i Prag betegnes ved numrene 1-22 begyndende i centrum og fortsættende i et spirallignende forløb udad. De fleste af byens turistattraktioner ligger i Prag med Staré Město, Hradčany, Josefov, Nové Město og Malá Strana, og flere af de øvrige attraktioner ligger i Prag 2 (Vyšehrad, Karlspladsen), 3 (tv-tårnet i Žižkov, den nye jødiske kirkegård med Franz Kafkas gravsted) og 7 (det nationale tekniske museum, planetarium, botanisk have, Prag Zoo, slottet Troja).
De arealmæssigt største områder ligger typisk i udkanten. Prag 6 er det største og ligger mod nordvest, men også 4, 5, 8, 16 og 22 er ganske store områder, som det ses på kortet ved siden af. Befolkningsmæssigt er Prag 4 størst med ca. 136.000 indbyggere fulgt af Prag 6, 10 og 8, der alle har lidt over 100.000 indbyggere.

## Økonomi
BNI per indbygger er for Prags vedkommende markant højere end for Tjekkiet i sin helhed med en købekraft på 226 % af landsgennemsnittet. Det er også højere end EU's gennemsnit, nemlig 157,1 % heraf. Pragområdet tilhører dermed den økonomiske top i EU med en 12. plads i 2007.
Byen har siden jerntæppets fald haft stort held til at tiltrække multinationale virksomheder, der for manges vedkommende har valgt at lægge deres europæiske hovedkvarter i byen. Prag har en meget stor filmindustri, og ikke mindst er byens mange gamle, men velbevarede huse og kvarterer en magnet for en række internationale filmoptagelser. Endvidere er turisme en meget betydningsfuld indtægtskilde, idet omkring en tredjedel af byens økonomi er relateret til denne branche. Dertil kommer en betydelig industriproduktion i byen, ikke mindst i dens udkanter. Arbejdsløshedsandelen var i 2002 på 3,4 %.

### Turisme
I 2006 var der i Prag 4,1 millioner gæster (næsten 300.000 flere end i 2004), der i gennemsnit overnattede 2,7 nætter. De kunne vælge mellem 619 overnatningssteder med i alt næsten 70.000 senge samt 1.260 pladser på campingpladser. Der var lidt mere end 11.000 personer ansat på hoteller, campingpladser etc.
Gæsternes fordelte sig med næsten 3,8 millioner på hotel, ca. 50.000 på campingpladser, 37.000 i ferielejligheder og på vandrerhjem og lidt over 200.000 andre overnatningsformer. Af gæsterne var ca. 440.000 fra det øvrige Tjekkiet, mens øvrige lande med flest gæster var Tyskland og Storbritannien (begge mere end 500.000 gæster), Italien (lidt over 300.000 gæster) og USA (over 250.000 gæster). De danske besøgende udgjorde lidt over 72.000 i 2006.
Endvidere er Prag den 3. mest besøgte storby i Europa, næst efter Paris og London.

## Uddannelse
Som Tjekkiets hovedstad og største by er det naturligt, at Prag er hjemsted for en række betydelige uddannelsesinstitutioner. Den ældste er Karlsuniversitetet, der blev grundlagt 1348 og dermed var det første universitet i Centraleuropa. Karlsuniversitetet er et traditionelt universitet, der omfatter et bredt spektrum af uddannelser, herunder medicin, jura, religion, naturvidenskab og humaniora.
Tjekkiets Tekniske Universitet stammer fra 1707 og dækker tekniske områder som ingeniørstudier, arkitektur og biomedicin. Akademiet for Skønne Kunster, grundlagt 1800, er en kunsthøjskole, der tilbyder uddannelser inden for billedkunst, mens Tjekkiets Landbrugsuniversitet fra 1906 fokuserer på uddannelse inden for jordbrug, dyrehold, miljø og relaterede områder. Det økonomiske universitet fra 1953 uddanner studerende i et bredt spektrum af økonomiske områder.
Dertil kommer yderligere en række videregående uddannelser samt gymnasier og andre kortere uddannelser.

## Infrastruktur

### Trafik til og fra Prag
Flodtransport
Prag har en havn ved Moldau, der dog primært betjener turister.
Lufttransport
Tjekkiets største lufthavn, Václav Havel Airport Prague, ligger blot 10 km fra Prags centrum og er en af de travleste i Central- og Østeuropa. Den er hjemsted for Czech Airlines samt et par lavprisselskaber, men beflyves også af en lang række andre flyselskaber fra hele verden.
Jernbanetransport
Prag er et jernbaneknudepunkt for Tjekkiet med forbindelser til hele resten af landet samt en række fjernruter til udlandet. De vigtigste stationer er den centralt beliggende Praha hl.n. (hlavní nádraží: hovedbanegård), der betjener mange nationale og internationale linjer og er forbundet til metronettet, Praha-Holešovice i byens nordlige del, der ligeledes er forbundet til metronettet og spiller en vigtig rolle, da visse tog i nord-syd-retningen (f.eks. Berlin-Dresden-Prag-Wien) kun stopper her og ikke på hovedbanegården, fordi dennes beliggenhed ville gøre en ændring af kørselsretningen nødvendig, og endelig Masarykovo, der ligger tæt på hovedbanegården og betjener lokal- og regionaltrafik.
De mest betydningsfulde fjernruter går til større byer i nabolandene som til Berlin via Dresden, til München og Nürnberg i Tyskland, til Warszawa i Polen, til Bratislava i Slovakiet via Brno, til Linz og Wien i Østrig, hvor sidstnævnte føres videre til Budapest i Ungarn.
Vejnet
De største indfaldsveje til byen går ligeledes til og fra nabolandene suppleret med de vigtigste indenlandske veje. Det drejer sig om E55 fra Berlin-Dresden i nord gående videre mod syd til Salzburg og Linz, E50 fra Nürnberg i vest gående videre mod øst til Brno, E65 fra Warszawa-Wrocław i nordøst (her også under navnet E67), der går videre mod sydøst til Brno (fælles med E50) samt E48 til Karlovy Vary.
En komplet ringvej er planlagt rundt om Prag. I 2008 er den vestlige og den sydlige del af ringvejen i brug sammen med et mindre stykke mod øst. En nordlig og en sydøstlig etape er under anlæggelse og forventes taget i brug senest 2012, mens det sidste stykke mod nordøst forventes færdigt i 2015.
Prag er også en knudepunkt i det tjekkiske system af markerede cykelruter for rute 1 (mod Brno, Wien), rute 2 (langs Moldau og Elben mod Dresden og Hamburg) og rute 3 (mod Plzen og Tyskland).

### Transport i byen
Som i mange andre storbyer i verden er man i Prag opmærksom på problemerne med den øgede trafik af privatbiler i byen. Prag har et omfattende offentligt transportsystem med metroen i centrum, og der er har i flere år været en række andre tiltag til at begrænse antallet af privatbiler i centrum med f.eks. nye toglinjer og forbedrede forhold for cyklister.
Offentlig transport i byen
Prags transportsystem, Pražská integrovaná doprava – PID, omfatter metro, busser, tog, sporvogne samt tre færgeruter over Moldau, som kan anvendes meget fleksibelt, og systemet er både pålideligt og billigt i sammenligning med andre storbyers transportsystemer.
Prags Metro blev indviet i 1974 og omfatter nu 55 stationer i alt, sporvognsnettet omfatter 35 linjer og et rutenet på 560 km og disse er suppleret af nærtog til forstæderne og talrige buslinjer. Systemet er baseret på fælles billetsystem og transporterer op mod 1 milliard personer årligt.
Fremtiden for den offentlige transport i byen peger på stigninger i de hidtil ret lave priser og indførelse af chipkortsystem. Der er fortsat fokus på at bevare en effektiv offentlig transport, da alternativet vil være øget bilisme og deraf følgende problemer med f.eks. parkering og luftforurening.
Taxi
I byen findes såvel officielle som uofficielle taxier. De officielle opererer som regel i velregulerede former, mens de uofficielle fungerer som en slags pirater, og man kan af og til opleve forsøg på snyd af især turister.
Parkering
I midten af 1990'erne blev der introduceret et sammenhængende parkeringssystem i Prag. Målet var at skaffe flere parkeringspladser, så der inden for 3 km² i midtbyen skulle være 9.000 pladser i alt, og at sikre et passende antal pladser til både korttids- og langtidsparkering. Men samtidig skulle antallet af biler i midtbyen reduceres af hensyn til luftkvaliteten. Opgaven blev privatiseret, og målene blev i rimeligt omfang nået i 1997.
Parkering i midtbyen kræver betaling, hvad enten den foregår på gaden eller i et parkeringshus. En anden mulighed er at benytte sig af Park & Ride-mulighederne, der findes flere steder i byens udkant tæt på kollektive transportmidler. Dette er også med til at begrænse antallet af biler i byen.

### Forsyningsnet
Pražská energetika Group (PRE) står for forsyningen af elektricitet til Prag. Selskabet, der blev grundlagt i 1897, forsyner over 700.000 kunder med omkring 6,2 TWh om året. Efter kommunismens fald blev PRE lavet om fra et offentligt selskab til et aktieselskab, der forberedte sig på en liberalisering af energisektoren, og firmaet gennemgik en modernisering sammen med forsyningsnettet, der siden midten af 1970'erne havde haft svært ved at følge med byens behov. Blandt de seneste tiltag er konstruktionen af en forsyningstunnel under Moldau, som i første omgang er beregnet på at sikre Smíchov-bydelen tilstrækkeligt med el. På længere sigt skal tunnelen også rumme gas-, vand- og datatransportledninger.
Prags Vandkompagni (PVK) er ansvarlig for forsyningen af vand til byen. Vandet stammer fra tre store forsyningssteder i henholdsvis Káraný (fra boring og fra omsamling af overfladevand), Podolí (fra Moldau) og floden Želivka. Opsamlingen fra sidstnævnte ligger omkring 50 km fra byen, og et stort reservoir i Jesenice med en kapacitet på 200.000 km³ fungerer som buffer herfra. Over halvdelen af byens vand kommer fra Želivka. Efter kommunismen er PVK blevet stærkt moderniseret, og der er blevet gjort en effektiv indsats for at komme vandspild til livs. Dette spild var på 30-40% fra boringerne til kunderne, hvilket var klart uacceptabelt. Samtidig oplevede man i slutningen af det 20. århundrede en større bevidsthed blandt kunderne, så forbruget pr. indbygger faldt fra omkring 150 l pr. person til cirka 100 (pr. døgn), hvilket måske kan have forbindelse med en kraftig stigning i prisen på vand som følge af de store investeringer i forbedring af nettet.
I byen anvendes gas til opvarmning i stor udstrækning. 400.000 kunder aftager 1,5 milliarder m³ naturgas årligt fra Pražská Plynárenská (Prags Gasværk). Gas anvendes ud over til opvarmning også i et vist omfang som drivmiddel til biler og til belysning i gaderne, sidstnævnte primært som turistattraktion, idet byen tidligere har været kendt for sin gasbaserede gadebelysning.

### Spildevand
Byens vigtigste rensningsanlæg befinder sig i Bubeneč. Det suppleres af 24 lokale rensningsanlæg. Bubeneč-anlægget har i de senere år ikke helt levet op til regeringens krav til rensningsgraden, blandt andet med udledning af for høje mængder af krom og zink på visse tidspunkter, men der arbejdes på forbedringer. Kloaksystemet i det centrale Prag stammer primært fra begyndelsen af det 20. århundrede, og her blev affaldsvand og regnvand sammen ledt bort. Ved nyanlæg i byens udkant adskilles disse to kilder, hvilket giver et mindre rensningsbehov.

## Kultur
Prag er et kulturelt overflødighedshorn, hvor især den rigt varierede arkitektur umiddelbart er synlig. Men der findes også en lang række permanente kulturinstitutioner samt stribevis af festivaler, udstillinger og andre arrangementer.

### Arkitektur
Som gammel kulturby har Prag været påvirket af de fleste arkitektoniske stilarter, der har været fremme gennem de seneste tusinde år. Trods ødelæggelser som følge af krige, brande og oversvømmelser er der fortsat bevaret eksempler på de fleste af disse stilarter.
Romansk stil
Den romanske stil er den ældste kendte i Prag med storhedstiden omkring det 12. århundrede. På området ved Prags borg findes Sankt Georgskirken, byens ældste kirke, der ganske vist i sit ydre er renoveret i barokstil, men hvis indre er bibeholdt i den oprindelige form fra kirkens opførelse i 1142.
Gotisk stil
Gotikken er rigt repræsenteret i byen, da denne stil var dominerende under Karl 4.s regeringsperiode. På den tid blev der opført mange bygningsværker, og det mest kendte er uden tvivl Karlsbroen med dens tårne. Mange af de gotiske bygninger er præget af udvidelser og tilbygninger, ofte i senere stilarter.
Renæssance
Renæssancen stammer fra Italien og var dominerende i Prag i det 16. århundrede. I renæssancen havde man blik for helheden, og derfor er mange af de bygninger, der er opført i denne stil, ikke på samme måde som for gotiske bygningsværker præget af tilbygninger, men optræder i stort omfang i deres oprindelige form. Et eksempel på en renæssancebygning er Belvedere, det kongelige sommerslot beliggende i borgområdet.
Barok
Barokstilen er i Prag især anvendt i perioden fra omkring 1610 til 1740, hvilket er med flere årtiers forsinkelse i forhold til andre steder i Europa. Den er her som andre steder koblet til den katolske modreformation, der fandt sted omkring 1620. Stilen er storslået og selvsikker med kompakte former. Store dele af Prag bærer præg af barokken, ikke mindst Malá Strana, hvor Nikolaj-kirken er et godt eksempel med sin overvældende mængde af udsmykninger.
Rokoko
Et af de få eksempler på rokokostilen i Prag er Goltz-Kinský-paladset, som er en del af Nationalgalleriet.
Jugendstil
I en ganske kort periode fra starten på det 20. århundrede og frem til starten på 1. verdenskrig var byggeriet præget af jugendstilen, der netop havde sit udspring i det centrale Europa. Stilen er koblet til et oprør mod de stilarter, der forsøgte at genskabe historien som klassicisme og empire. Jugendstilen søger at genskabe naturens former gennem dekorationer udført i en lang række forskellige materialer. Den kendes fra flere andre storbyer på kontinentet, men har i Prag en meget stor udbredelse, ikke mindst i det jødiske kvarter og i Nové Město.
Flere hoteller er opført i jugendstilen, f.eks. Hotel Evropa og Hotel Paříž, samt borgerhuset Obecní dům.
Kubisme
Jugendstilen er delvist overlappet af kubismen, der i øvrigt fortsatte til mellemkrigstiden. Denne stilart var igen en modvægt mod den blomstrende jugendstil med sine enkle bygningsværker. Der udviklede sig en speciel tjekkisk variant heraf kaldet rhondokubisme, der blandt andet præger varehuset Bílá labut'.
Socialrealisme
Efter 2. verdenskrig og den kommunistiske magtovertagelse fik den betontunge, sovjetiskprægede socialrealisme overtaget, og den kan f.eks. ses på Hotel International.

### Vigtige kulturinstitutioner
Blandt byens teatre kan nævnes Nationalteatret (Národní Divadlo), som er landets nationale teater, der har fokus på tjekkiske værker. Også kendt er Stavovské divadlo, der er et historisk teater med opførelser af ballet, opera og skuespil. Internationalt kendt er Laterna magika, der er et avantgardeteater, som opstod i slutningen af 1950'erne og har optrådt med sine ordløse forestillinger udenlands, men har hjemme i Prag. Det intellektuelle Gelænderteatret (Divadlo Na zábradlí) er en scene, der opfører skuespil og pantomime.
Inden for musikken kendes ikke mindst Statsoperaen (Státní opera) og Rudolfinum, der er hjemsted for Tjekkiets Filharmoniske Orkester.
Af andre institutioner kan nævnes Nationalmuseet, der indeholder naturvidenskabelige og historiske samlinger, Klementinum med National Library of the Czech Republic (det tjekkiske nationalbibliotek), og Nationalgalleriet (Národní galerie v Praze), der præsenterer kunst inden for mange udtryksformer og stilarter.

### Teater
Prags teaterliv er meget varieret med såvel traditionelle skuespil, opera og dans som en række andre former, herunder pantomime og dukketeater, lige som en række blandingsformer forekommer, ikke mindst på Laterna magika. Fra tiden med kommunismen har der været en solid tradition for absurd teater, Sort teater og skyggeteater, som fortsat lever.
Byen er vært for en årlig international teaterfestival i juni måned.

### Musik
Den klassiske musik har en lang tradition i Prag, hvor en række store værker er blevet uropført i tidens løb. Byen har en tradition for at uddanne og tiltrække fremragende musikere, og der er et rigt udbud af klassiske koncerter. Desuden er Prag siden jerntæppets fald blevet et meget søgt mål for indspilning af filmmusik.
Der afholdes også en række festivaler, ikke mindst "Prager-foråret" (Pražské jaro), der indledes hvert år på Bedřich Smetanas dødsdag, 12. maj, med opførelsen af hans Má vlast. Festivalen fortsætter til begyndelsen af juni måned.
Den rytmiske musik er også godt repræsenteret i byen. Blandt andet er der et rigt jazzliv, der blandt andet har profiteret af, at Bill Clinton som amerikansk præsident har vist sin interesse og aktivt spillet med under et besøg. Men byen er især efter kommunismens sammenbrud tillige blevet et yndet mål for store internationale pop- og rocknavne, når de er på turne i Europa. I så fald spiller de ofte på Strahov-stadion. Der er endvidere et aktivt, lokalt rockmiljø i byen, som bedst kan opleves på mindre spillesteder.

### Kulturby 2000
Prag hører blandt de europæiske byer med titel Europæisk kulturhovedstad, og fik titlen sammen med 8 andre byer i år 2000. Byen fik tildelt titlen takket være sine utallige museer og gallerier med enestående samlinger, mange teatre og vigtige koncertsale, hvor verdensstjernerne optræder.

### Mad og drikke
Udvalget af øl er meget fremtrædende i Tjekkiet og i Prag og det internationalt kendte ølmærke Staropramen kommer eksempelvis herfra (bryggeriet blev grundlagt i 1869). Det tjekkiske folk er verdens mest øldrikkende, og at dømme efter antallet er værtshuse i Prag, er der god grund til at tro, at en væsentlig del af dette forbrug sker her. Mange værtshuse eller restauranter – overgangen er glidende – serverer også varm mad.
En kendt type sprængt og røget skinke pražská šunka ("Prag skinke" eller ty. Prager Schinken) stammer oprindeligt fra Prag.
I 2007 etablerede man i byen en årligt tilbagevendende gastronomisk festival, hvor en række af byens restauranter præsenterer nye retter for besøgende. Det første år besøgte omkring 8.000 mennesker festivalen på tre dage i juni.

### Venskabsbyer
Prags venskabsbyer er anført nedenfor med etableringsåret anført i parentes:
- Jerusalem, Israel
- Bratislava, Slovakiet
- Hamborg, Tyskland (1990)
- Frankfurt am Main, Tyskland (1990)
- Chicago, USA (1990)
- Nürnberg, Tyskland (1990)
- Bamberg, Tyskland (1991)[20]
- Sankt Petersborg, Rusland (1991)
- Phoenix, Arizona, USA (1992)
- Moskva, Rusland (1995)
- Berlin, Tyskland (1995)
- Kyoto, Japan (1996)
- Paris, Frankrig (1997)
- Taipei, Taiwan (2001)
- Bruxelles, Belgien (2003)

## Sport
Tjekkiets befolkning er generelt sportsinteresseret, og Prag er som hovedstad centrum for en lang række idrætsgrene og store klubber samt stævner og arrangementer.
De to største fodboldklubber er Sparta Prag med i alt 34 tjekkiske/tjekkoslovakiske mesterskaber og SK Slavia Prag med 15 tjekkiske/tjekkoslovakiske mesterskaber. Det store Strahov-stadion er verdens næststørste stadion med plads til 220.000 tilskuere, men bruges dog ikke længere som egentligt sportsstadion, ud over at Sparta Prag anvender området som træningsfacilitet. I stedet er AXA Arena det nye nationalstadion og hjemmebane for Sparta Prag med plads til lidt over 20.000 tilskuere.
Af andre sportsfaciliteter kan nævnes O2 Arena, der er en multifunktionshal, blandt andet brugt til ishockey, floorball og basketball, med plads til 18.000 tilskuere. Arenaen skal danne ramme for playoffkampene til VM i floorball 2008. Også T-Mobile Arena er en betydelig multifunktionshal med plads til næsten 13.000 tilskuere.
Af tilbagevendende arrangementer kan nævnes Prags internationale maratonløb, der afholdes hvert år i maj. Endvidere kan det nævnes, at Prag har budt på sommer-OL 2016.

## Seværdigheder i Prag
Ifølge Prags turistinformation må en turist ikke undlade at opleve en række seværdigheder. Det drejer sig først og fremmest om Prags borg, især selve borgen, domkirken, det gamle slot og Den Gyldne Gade. Dernæst nævnes Karlsbroen samt broens tårne, to på vestsiden og et på østsiden. I byens centrum bør man ikke undlade at se det gamle rådhus med det astronomiske ur, og derfra er man lige ved Josefov, den gamle jødiske bydel.
Også Krudttårnet, et monumentalt gotisk tårn ved indgangen til Staré Město og Sankt Nikolaj Kirke, et fint eksempel på et barokbygningsværk, anbefales officielt. I Malá Strana finder man Petřín-tårnet, et 60 m højt udsigtstårn, der er stærkt inspireret af Eiffeltårnet, Maria-sejr-kirken med Prags Jesusbarn og Loreta, en katolsk helligdom fra det 17. århundrede. Endelig fremhæves Vyšehrad, den gamle kongeborg lidt mod syd.
Af nyere seværdigheder springer måske især Det dansende Hus i øjnene med sin unikke placering ved Moldau og med sin egen helt specielle stilart.

### Rekreative områder
I det vestlige Prag finder man naturreservatet Divoká Šárka i en lille dal. "Šárka" er navnet på en kvindelig kriger fra mytologien. Området anvendes til mange rekreative formål, herunder traveture, mountainbike, klatring og meget andet. Området er præget af skovbevoksning, men der er også plads til en golfbane og en campingplads.
En anden yndet park ligger i Letná på et højdedrag umiddelbart nord for Moldau over for Josefov. Herfra har man fin udsigt over den gamle by, og ud over mulighed for at køre på skateboard, rulleskøjter osv. finder man også Europas ældste fungerende karrusel.
Petřín-bjerget markerer et andet rekreativt område, der er meget brugt af pragerne som udflugtsmål. Ud over tårnet finder man blandt andet en spejllabyrint. Petřín Kabelbane fører op på bjerget med endestation nær Petřín-tårnet.
Prags Zoo er også et skattet naturområde, der oven i købet er kåret som verdens syvendebedste. Blandt attraktionerne er Przewalski-heste, som zooen var de første til at få til at yngle i fangenskab. Parken ligger i Troja i det nordlige Prag.

## Prag i kunsten
En række kunstværker anvender Prag som et væsentligt element. Blandt andet er foråret i Prag 1968 et tema, der er flittigt anvendt i tiden efter.
Eksempler på kunstværker:
- Milan Kundera: Tilværelsens ulidelige lethed (1984) – også filmatiseret under samme titel af Philip Kaufman (1988). Historien finder sted under foråret i Prag, hvor kirurgen Tomas kritiserer kommunistpartiet og derfor bliver frataget sin position og sine privilegier.
- Prag, dansk film af Ole Christian Madsen (2006). Christoffer og hans kone Maja tager til Prag for at hente hans døde far. Turen giver anledning for parret til at overveje deres ægteskab.
- Mission: Impossible, amerikansk thriller af Brian De Palma (1996). Filmen indledes med en mislykket aktion i Prag til forhindring af salg af amerikanske fortrolige oplysninger.

## Kendte personer fra Prag
Følgende personer er født i Prag:
- Svatý Václav, tjekkisk martyr født ca. 907
- Madeleine Albright, amerikansk politiker
- Václav Havel, tjekkisk forfatter og politiker
- Franz Kafka, tjekkisk, tysksproget forfatter
- Karl 4., tysk-romersk kejser
- Václav Klaus, tjekkisk økonom og politiker
- Pavel Kohout, tjekkisk forfatter og politiker
- Jan Masaryk, tjekkoslovakisk politiker
- Rainer Maria Rilke, tysk digter
- Tomáš Rosický, tjekkisk fodboldspiller

Følgende personer har på et senere tidspunkt i livet haft længerevarende ophold i byen:
- Edvard Beneš, tjekkoslovakisk politiker
- Tycho Brahe, dansk videnskabsmand
- Antonín Dvořák, tjekkisk komponist
- Leoš Janáček, tjekkisk komponist
- Johannes Kepler, tysk videnskabsmand
- Tomáš Masaryk, tjekkoslovakisk politiker
- Bedřich Smetana, tjekkisk komponist